# St. Georg (Hornstein)

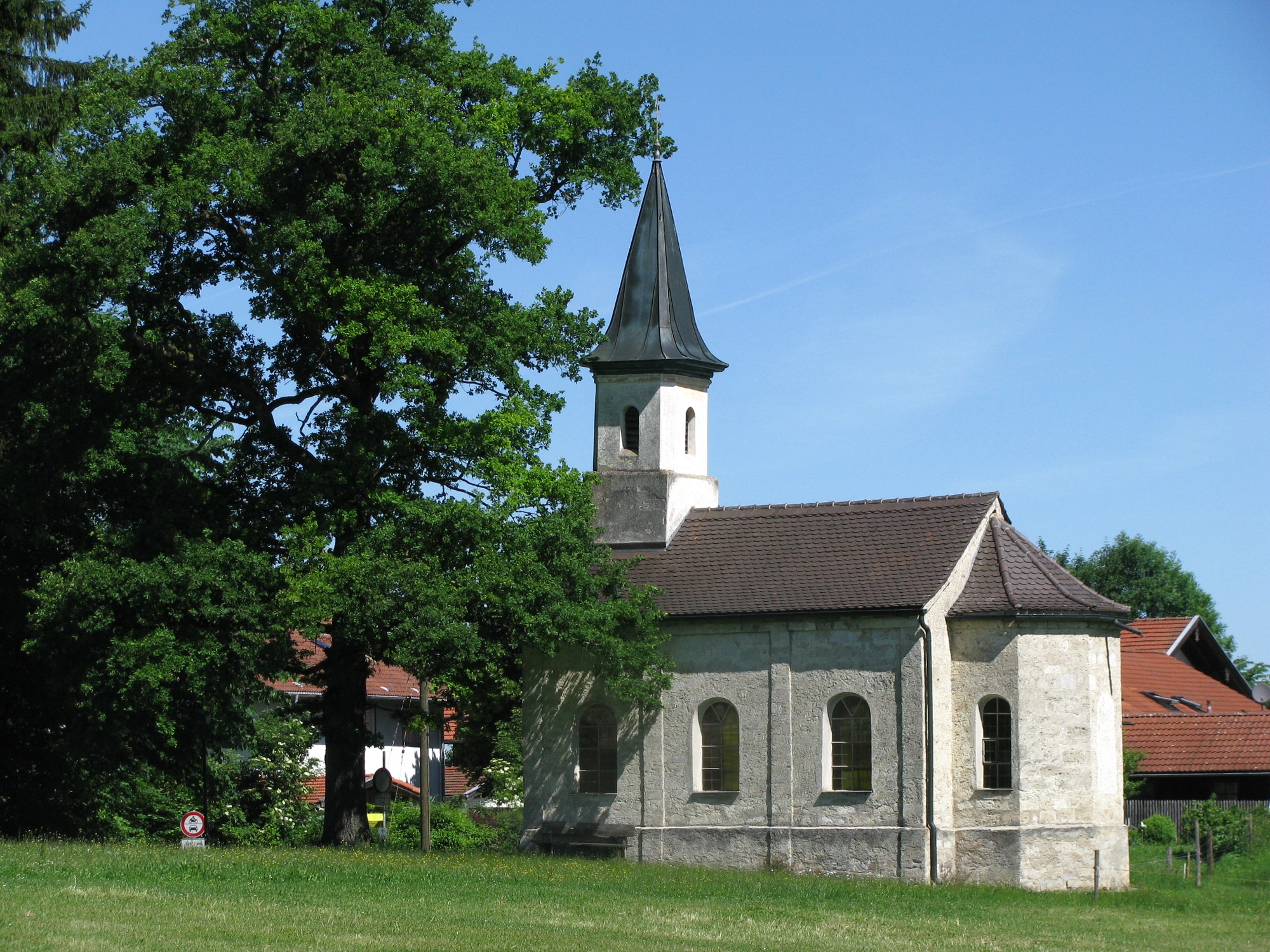
Kapelle St. Georg in Hornstein

Die katholische Kapelle St. Georg in Hornstein, einem Gemeindeteil von Egling im oberbayerischen Landkreis Bad Tölz-Wolfratshausen, wurde 1868 errichtet. Die Kapelle ist ein geschütztes Baudenkmal.
Der unverputzte Saalbau mit eingezogenem Chor wird durch Lisenen gegliedert. Das Bauwerk aus Steinquadern besitzt ein Flachsatteldach. Der quadratische Dachreiter wird von einer Spitzhaube bedeckt.